# La Chaux (Saône-et-Loire)
La Chaux település Franciaországban, Saône-et-Loire megyében. Lakosainak száma 323 fő (2022. január 1.). La Chaux La Chapelle-Saint-Sauveur, Mervans, Montjay és Serley községekkel határos.

## Népesség
A település népességének változása:
| Lakosok száma | 305  | 307  | 315  | 302  | 309  | 316  | 323  | 322  | 323  |
|               | 2013 | 2015 | 2016 | 2017 | 2018 | 2019 | 2020 | 2021 | 2022 |